# Púchov
Púchov (maďarsky Puhó, německy Puchau) je okresní město na Slovensku v Trenčínském kraji, 33 km severovýchodně od Trenčína na řece Váhu, na úpatí Bílých Karpat a Javorníků. Žije zde přibližně 17 tisíc obyvatel.
V roce 2001 se 97,38 % obyvatel hlásilo ke slovenské národnosti, 1,32 % k české, dále k romské, polské a maďarské. 71,37 % se hlásilo k římskokatolické církvi, 13,84 % k evangelické augsburského vyznání, 11,28 % bylo bez vyznání, 0,13 % řeckokatolíků.
Sídlí zde dva významné průmyslové závody - Continental vyrábějící pneumatiky a textilní závod Makyta. Ve městě je i Fakulta průmyslových technologií (Fakulta priemyselných technológií) trenčínské Univerzity Alexandra Dubčeka.

## Místní části
- Horné Kočkovce
- Hoštiná
- Hrabovka
- Ihrište
- Nosice
- Púchov
- Vieska - Bezdedov
- Nové Nosice
- Kolonka
- Sédlište

## Historie
Území dnešního města bylo osídleno už v paleolitu. Podle archeologických nálezů stálo od mladší doby bronzové až po dobu římskou na Púchovské skále 1 km západně od města opevněné hradiště. Bylo jedním z center Púchovské kultury. První písemná zmínka je z roku 1243, kdy v darovací listině uvádí král Béla IV. muže jménem Puch, vlastníka stejnojmenné osady. Městská práva byla udělena v roce 1471.
V 2. polovině 19. století byl Púchov spojen železnicí s Bratislavou a Žilinou, v roce 1937 pak přes Lyský průsmyk s Horní Lidčí, Vsetínem a Hranicemi na Moravě.
V období Rakouska-Uherska patřilo město do Trenčínské župy, později bylo jako okresní město v Žilinském kraji. Od roku 1960 byl púchovský okres zrušen a přičleněn k okresu Považská Bystrica. Od roku 1996 je Púchov znovu okresním městem. Do roku 1990 byla součástí Púchova i blízká obec Nimnica. 

### Exulanti
V 16. století se zde usadili novokřtěnci z Moravy a po bitvě na Bílé hoře se sem stěhovali exulanti z východních Čech a Moravy. Jednalo se o členy Jednoty bratrské a ultrakvisty. Pracovali často jako tkalci. V Moravské ulici v roce 1761 působilo 61 tkalcovských dílen. V roce 1650 navštívil Púchov Jan Amos Komenský, který dne 1. května 1650 při slavnostní bohoslužbě uvedl do úřadu správce sboru Jana Effrona, odpoledne pak zde byli ordinování „starší“ Jednoty bratrské. Exulanti si v Moravské ulici postavili svůj kostel. Moravská ulice byla exulantskou kolonií s vlastní samosprávou, jež trvala až do roku 1851.

### Městský znak
V městském znaku je svatá Margita se zlatým mečem v pravé a zlatou palmovou ratolestí v levé ruce. Pod ní na zádech leží drak bez křídel. Znak vychází z původní pečeti, kterou používali pobělohorští exulanti z Moravské ulice. V 17. století byl na pečeti nápis SIGILLUM MORAVICALI OPPIDI PUCHOV a místo svaté Margity zde byl svatý Jiří na koni, který zabíjí draka. Teprve v roce 1670 vznikla pečeť s postavou svaté Margity.

## Pamětihodnosti
- Římskokatolický kostel Všech svatých - původně kostel ze 13. století byl mnohokrát přestavěn, naposled v letech 1939-1940.
- Kostel evangelické církve augsburského vyznání z roku 1880. Je zde renesanční oltář z lipového dřeva z roku 1643. Po stranách oltáře jsou obrazy čtyř evangelistů a po bocích postavy Petra a Pavla.
- Barokní socha sv. Jana Nepomuckého z roku 1733 před katolickým kostelem
- Evangelická fara z roku 1904 s pamětními deskami J. A. Komenského, Vladimíra Roye (působil zde v letech 1911-1925) a Samuele Tešedíka
- Župní dům - barokně klasicistní budovu postavil Imrich Marczibányi na konci 18. století. Původně sloužila jako solný sklad a úřad, dnes je sídlem Muzea púchovské kultury.
- Římskokatolický kostel v části Horné Kočkovce z roku 1771
- Barokní kaple Panny Marie z roku 1746 na Komenského ulici
- Kaple na Trenčianské ulici z 19. století

## Doprava
Púchov leží na železniční trati Bratislava–Žilina, na kterou se zde napojuje železniční trať Hranice na Moravě – Púchov. Blízko Púchova (okolo Beluši) vede slovenská dálnice D1. Nejbližší letiště je v Piešťanech.

## Osobnosti
- Zuzana Martináková (* 1960), slovenská politička a novinářka
- Rudolf Pellar (1923-2010), český herec, překladatel, zpěvák, moderátor, šansoniér a hudební pedagog

## Fotogalerie

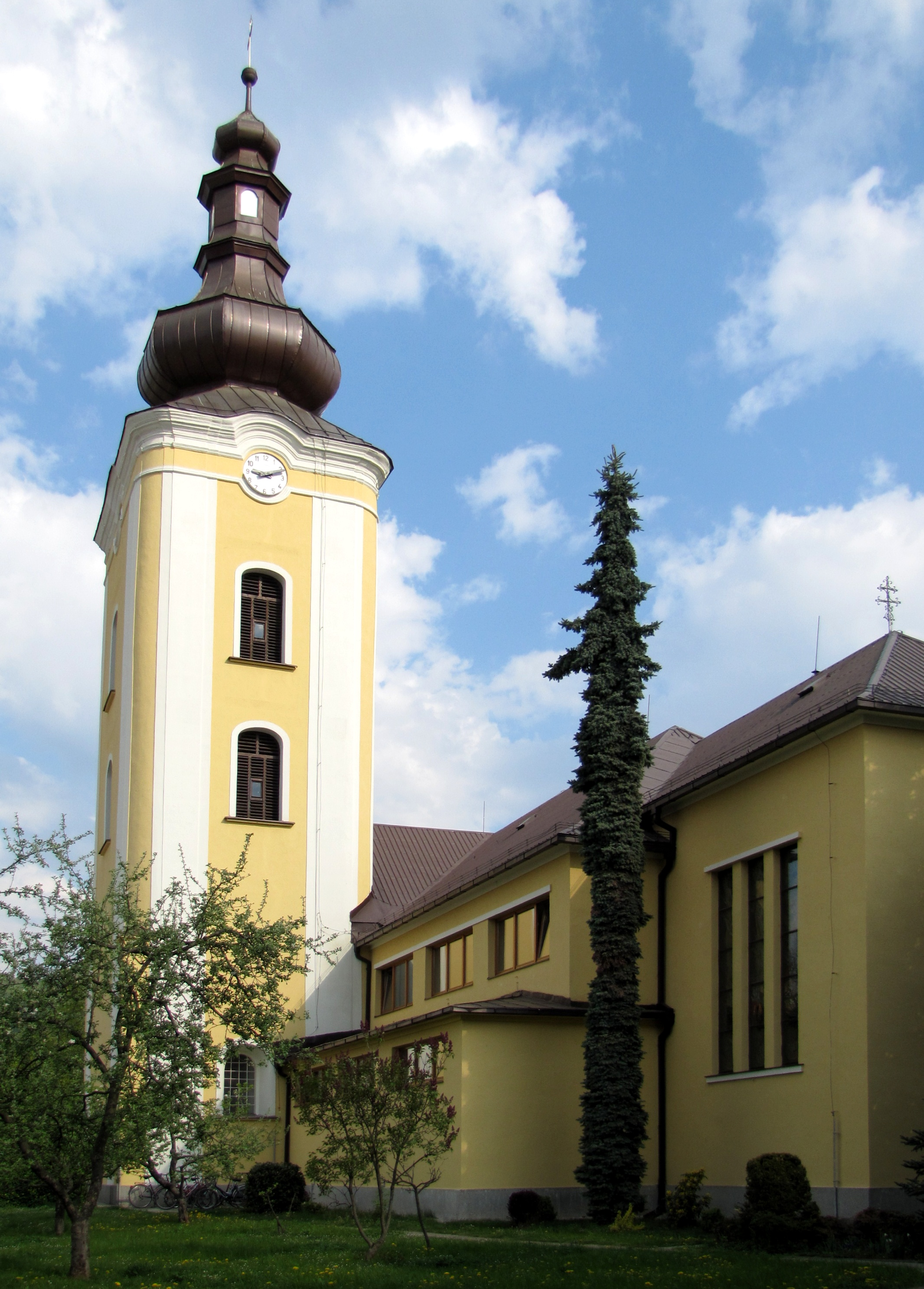
Římskokatolický kostel Všech svatých
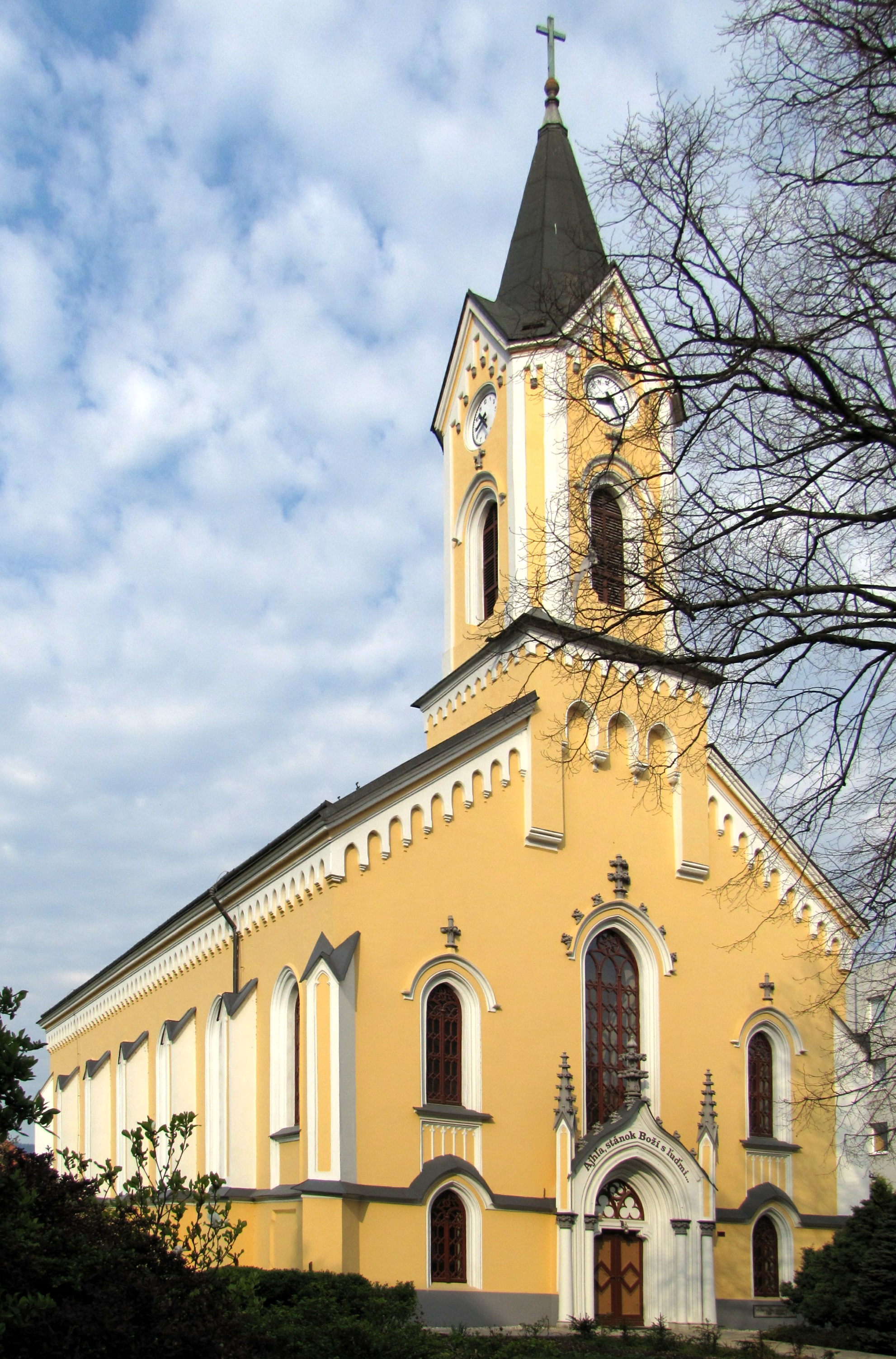
Evangelický kostel
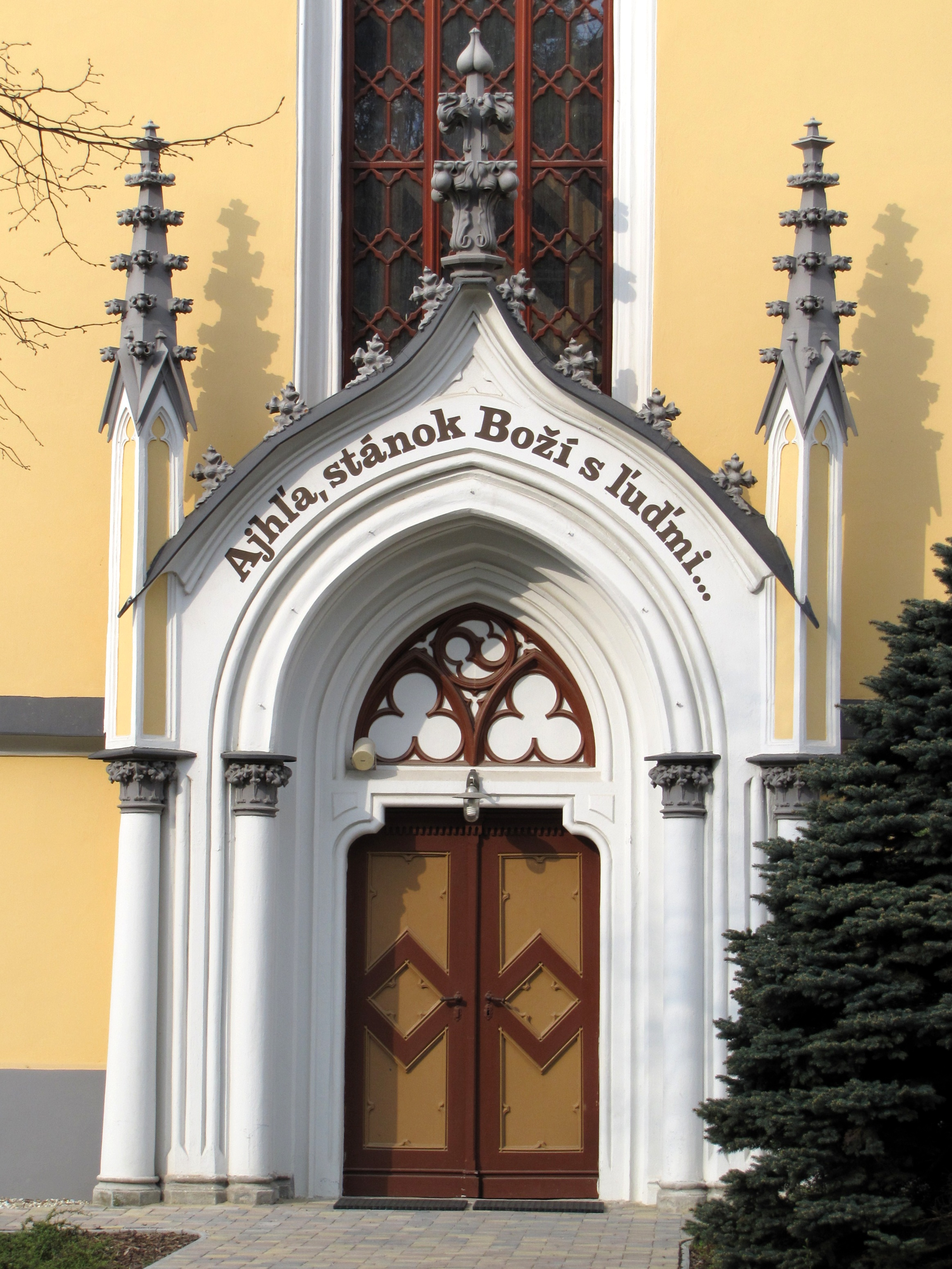
Vchod do evangelického kostela
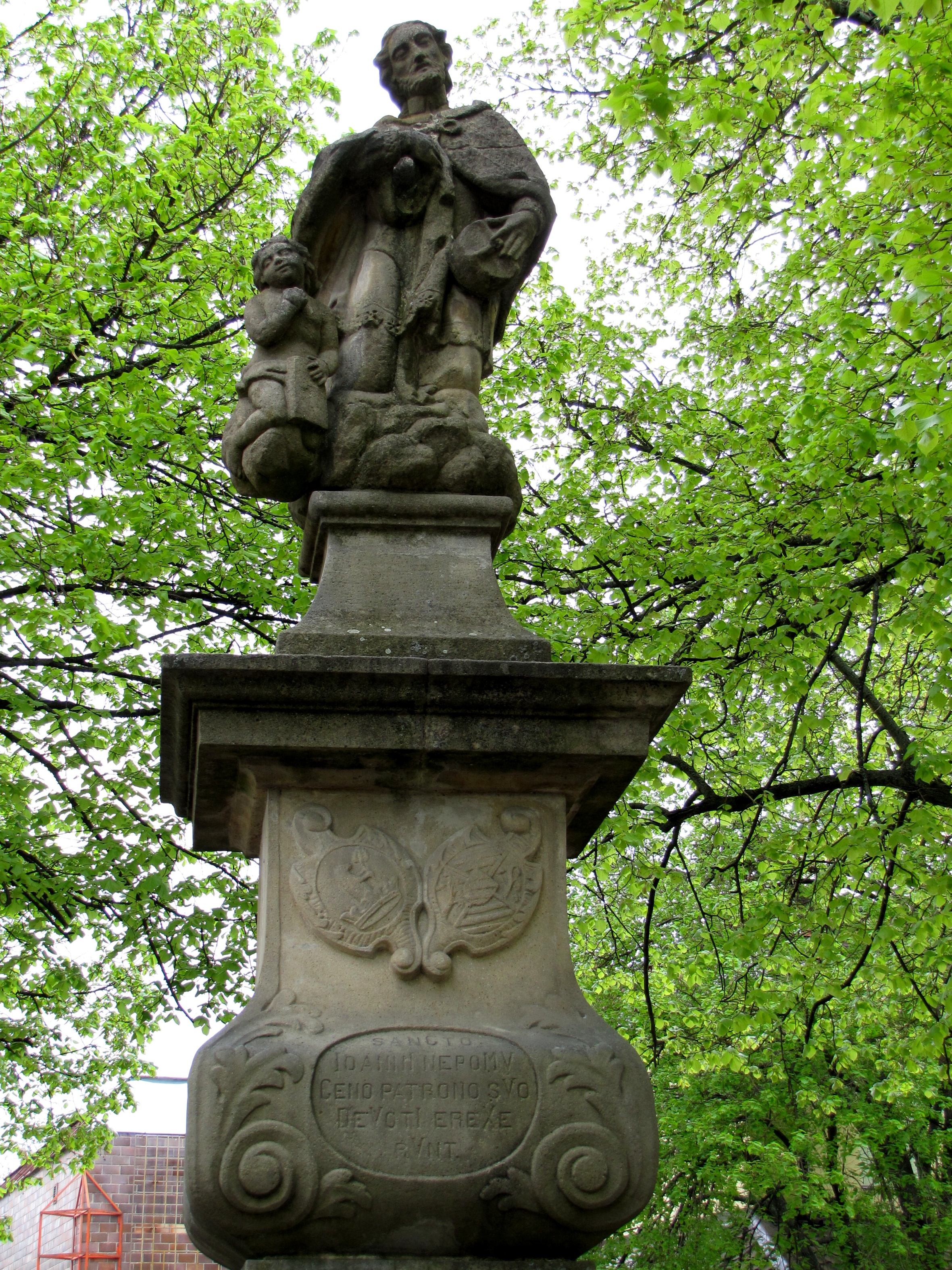
Socha sv. Jana Nepomuckého
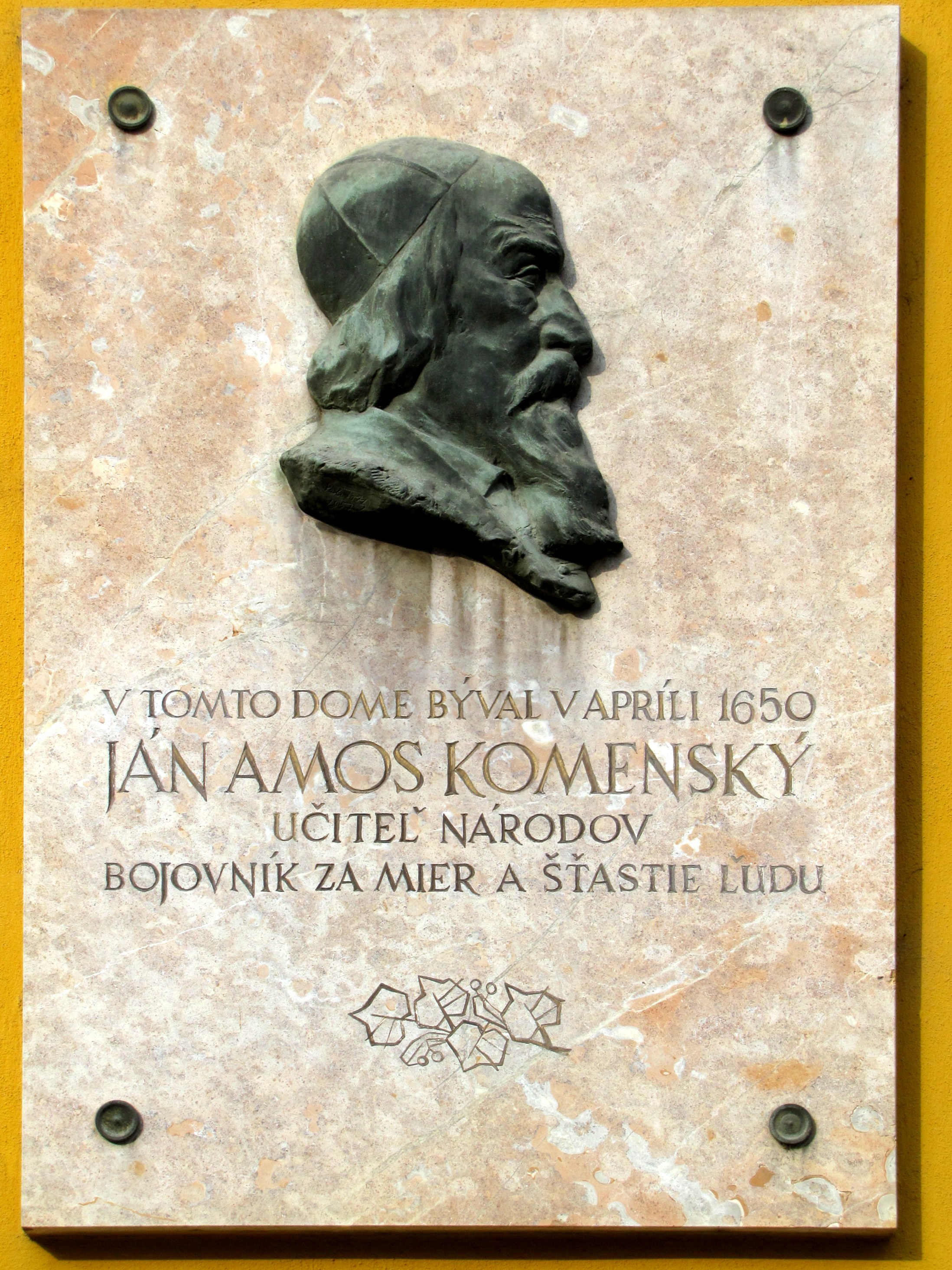
Pamětní deska J. A. Komenského

## Partnerská města
- Babrujsk, Bělorusko
- Bila Cerkva, Ukrajina
- Hlinsko, Česko
- Omsk, Rusko
- Stara Pazova, Srbsko